# Уничтожение телецентра в Белграде
Бомбардировка здания Радио и Телевидения Сербии в пятницу 23 апреля 1999 года (серб. Бомбардовање зграде РТС) была осуществлена крылатыми ракетами Томагавк на том основании, что телестанция якобы была законной целью для бомбардировки из-за её роли в «белградской пропагандистской кампании».
По заключению ряда авторитетных международных организаций, следящих за соблюдением прав человека, включая «Международная амнистия» и «Human Rights Watch», разгром телестудии подпадает под разряд военных преступлений.
Международный трибунал по бывшей Югославии пришел к заключил, что удар по телецентра в Белграде является преднамеренным нападением, однако также признан военной целью в связи с использованием телецентра в рамках пропаганды в пользу поджигателя войны.

## Причины бомбардировки
Французская газета «Либерасьон» так характеризовала эту кампанию: "Стремясь превратить Милошевича в исчадие ада, альянс прибегает ко всё более резким сравнениям, начав с простого «гангстера», затем перейдя к Аль Капоне и закончив Пол Потом. Из той же обоймы бесконечно перемалываемые «этнические чистки», «депортация косовских албанцев» и временами возникающий «геноцид».
Ответные действия сербского телевидения:
1. На запущенный в штаб-квартире НАТО слух о расстреле Ибрагима Руговы и его ближайших сподвижников сербское телевидение отреагировало моментально, показав кадры переговоров «расстрелянного Руговы» и Милошевича.
2. На заявление НАТО о стадионе, превращённом в концлагерь для косовских албанцев, сербское телевидение показало в эфире абсолютно пустой стадион.
3. Заявления НАТО о том, что они не имеют никаких подтверждений о людях, своими телами защищающих белградские мосты, были опровергнуты трансляцией живых цепочек на мостах[4].

21 апреля крылатыми ракетами было сильно повреждено здание делового центра «Ушче», в котором находились офисы трёх югославских телекомпаний, а 23 апреля в 02:06 по восточноевропейскому времени был уничтожен сам телецентр. Погибли 16 сотрудников РТС, находившихся в момент бомбардировки на своём рабочем месте и транслировавших в прямом эфире ночную сводку новостей. В результате попадания бомбы вещание всех трёх телеканалов РТС было прервано и было восстановлено только к середине дня.

## Версия Фиделя Кастро
В 2007 году Председатель Госсовета Кубы Фидель Кастро обвинил бывшего премьер-министра Испании Хосе Марию Аснара в том, что тот призывал американцев бомбить здания сербских радиостанций и телеканалов во время нападения НАТО на Сербию. По данным Кастро, такой призыв прозвучал в телефонном разговоре Х. М. Аснара и официального лица из Вашингтона, распечатки записи которого попали в распоряжение команданте.
«По моему мнению, для победы в этой войне необходимо прервать связь между Белградом и сербским народом — нужно разрушить коммуникации, радио, телевидение и телефон», — цитирует Reuters приписываемые испанскому экс-премьеру слова.

## Список жертв
Президент Сербии и Черногории Светозар Марович в 2005 году подписал указ о посмертном награждении «Орденом труда» работников государственного радио — телеканала Сербии, погибших в ходе бомбардировок силами НАТО территории Союзной Югославии.
1. Томислав Митрович
2. Иван Штукало
3. Славиша Стеванович
4. Ксения Банкович
5. Елица Мунитлак
6. Милован Янкович
7. Драган Тасич
8. Александр Делетич
9. Дарко Стойменовский
10. Небойша Стоянович
11. Слободан Йонтич
12. Деян Маркович
13. Милан Йоксимович
14. Бранислав Йованович
15. Синиша Медич
16. Драгоград Драгоевич

В память о погибших сотрудниках был установлен памятник «Почему?» (серб. Зашто?) и учреждён мини-футбольный мемориал «Играем за 16».

## Последствия
В 2002 году сербский суд приговорил бывшего гендиректора телевидения Сербии Драголюба Милановича к 10 годам тюрьмы за гибель 16 сотрудников телецентра Белграда. Суд постановил, что Драголюб Миланович не обеспечил безопасность своих сотрудников, хотя он знал, что здание может быть атаковано.  Семьи жертв обвинили правительство Слободана Милошевича, тогдашнего президента Югославии, в намеренной отправки сотрудников в смертельную опасность с целью использовать их гибель в пропагандистких целях.  Ряд югославских СМИ утверждают, что руководство телевидения еще накануне вечером знало о предстоящем обстреле. И тем не менее отдало распоряжение ночной смене приступить к работе. Буквально за несколько часов до бомбардировки здание спешно покинули ведущие журналисты и все руководство. Так же утверждается, что за полчаса до удара один из руководителей телевидения срочно отозвал с работы свою родственницу.